# Vannes
Vannes, Bretons: Gwened, is een Franse stad in het departement Morbihan in Bretagne. Het is de prefectuur van het departement en van het arrondissement Vannes. Op 1 januari 2022 telde de gemeente 54.955 inwoners. Toch is het niet de grootste stad van het departement; dat is Lorient. Vannes ligt aan de monding van de gelijknamige rivier in de Golf van Morbihan.

## Geschiedenis

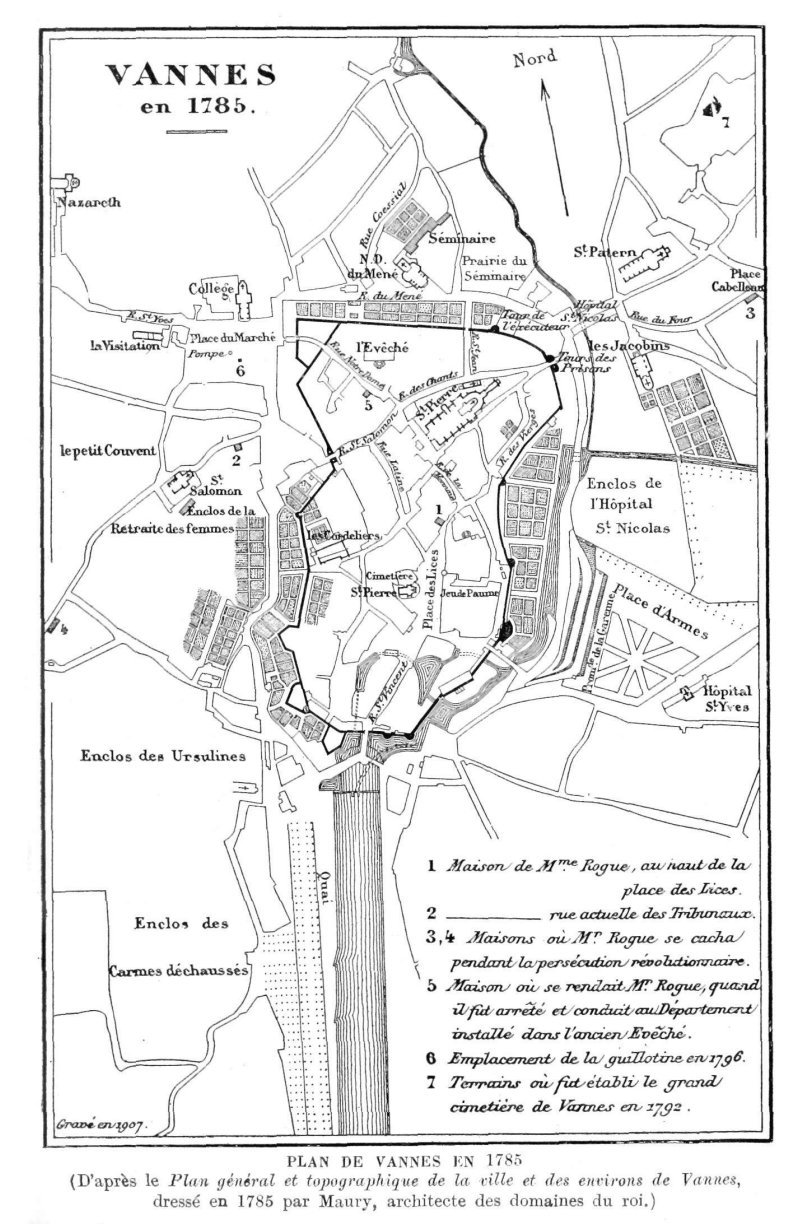
Vannes in 1785

### Oorsprong
Vannes werd gesticht in de eerste eeuw v.Chr. De Gallo-Romeinse stad lag op de heuvel Boismoreau en droeg de naam Darioritum. De naam Vannes komt van de Gallische stam der Veneti, waarvan Darioritum een administratief en bestuurlijk centrum was. In het midden van de stad lag een forum en aan de voet van de heuvel lag een haven. In de derde eeuw ontstond een verstrekte plaats op de naburige heuvel Mené. Al vanaf de vijfde eeuw was Vannes een bisschopsstad en de bisschop vestigde zich bij het kasteel op de Mené, waar ook een eerste kathedraal werd gebouwd. De oude nederzetting op de Boismoreau werd verlaten in de vroege middeleeuwen. 

### Ancien régime
In de middeleeuwen was Vannes een bloeiende handelsstad dankzij haar ligging aan de Golf van Morbihan. In de 12e en 13e eeuw werden nieuwe stadsmuren gebouwd en kwam er ook een nieuwe kathedraal. In 1342 was de stad een twistappel in de Bretonse Successieoorlog (zie: Beleg van Vannes).  
Hertog Jan IV van Bretagne liet het Château de l’Hermine bouwen en gaf de stad een nieuwe, ruimere stadsomwalling die ook het havenkwartier omvatte. Vannes werd een belangrijke overslaghaven voor wijn. Zo werd Vannes aan het einde van de middeleeuwen een van de voornaamste steden van Bretagne. Het Parlement van Bretagne zetelde tussen 1675 en 1689 in Vannes in het Château Gaillard. Er vestigden zich ook nieuwe kloosters aan de rand van de stad. Al in de achttiende eeuw werden allerlei maatregelen genomen om de verzanding van de haven tegen te gaan. 

### Moderne tijd
In 1791 werd Vannes de prefectuur (hoofdplaats) van het departement Morbihan. Hierdoor werd de stad een administratief en gerechtelijk centrum. In de tweede helft van de negentiende eeuw kreeg de stad een economisch elan. Er kwam een spoorwegstation (1862), wat op zich weer bedrijven aantrok. En na 1870 werden er twee artillerieregimenten ingekwartierd in Vannes. Er kwamen nieuwe wegen en publieke gebouwen. Na de Tweede Wereldoorlog kende de stad een sterke groei.

## Geografie
De oppervlakte van Vannes bedraagt 32,3 vierkante kilometer; Op 1 januari 2022 was de bevolkingsdichtheid 1.701,4 inwoners per km².
De gemeente ligt aan de ría die gevormd wordt door de monding van de Vannes.
De onderstaande kaart toont de ligging van Vannes met de belangrijkste infrastructuur en aangrenzende gemeenten.

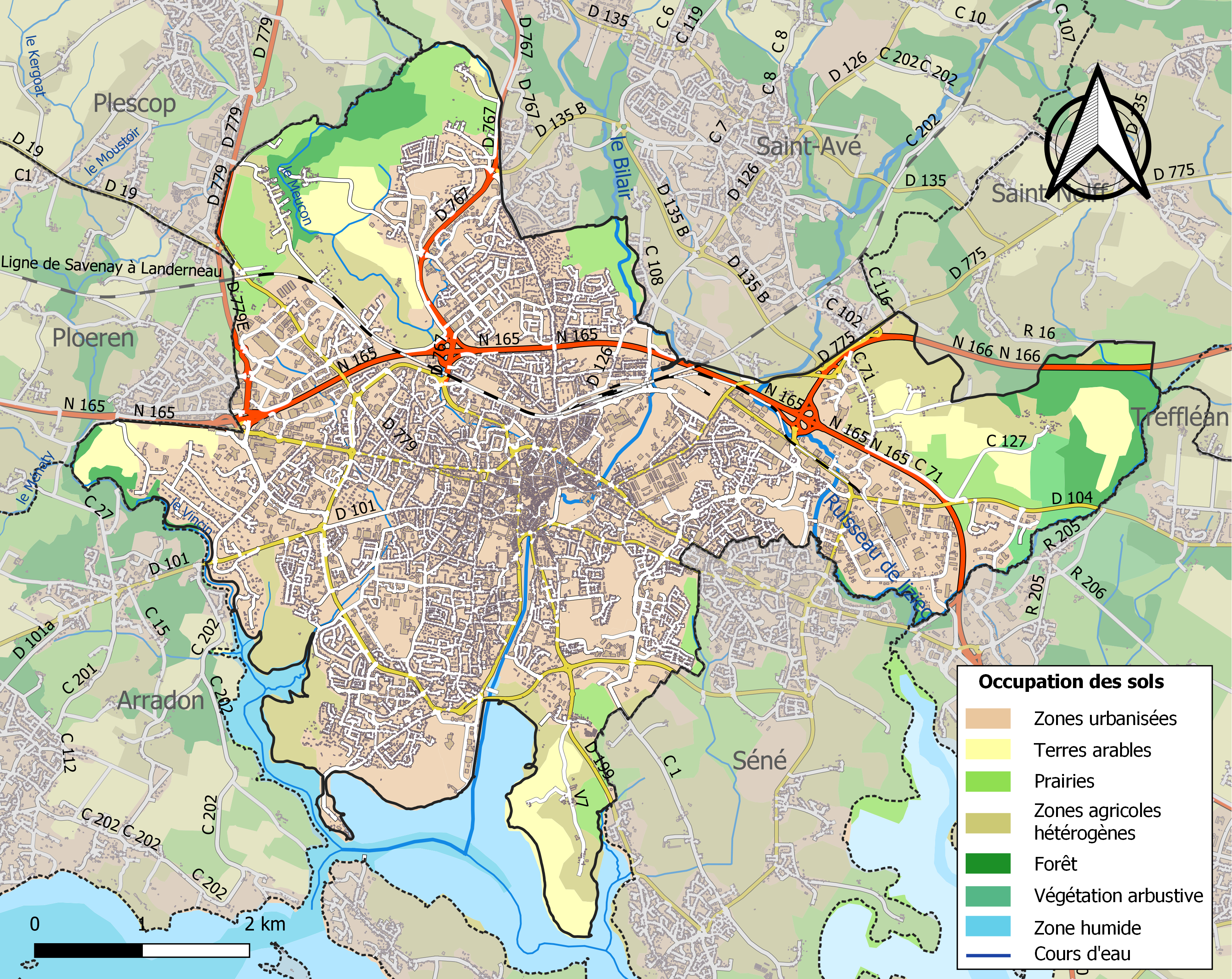

## Demografie
Onderstaande figuur toont het verloop van het inwonertal.

## Verkeer en vervoer
In Vannes ligt het gelijknamige station.
Er een ringweg die het verkeer ten noorden van het oude stadscentrum omleidt.

## Stadsbeeld
Vannes heeft haar middeleeuwse omwalling voor een groot deel behouden. Het oude stadscentrum werd als geheel beschermd in 1982 en valt op door de nauwe verkeersvrije straatjes met de traditionele kleurrijke woningen. In 1990 werd Vannes door het ministerie van Cultuur erkend als Ville d'art et d'histoire.
De kathedraal Saint-Pierre heeft elementen uit de dertiende, de vijftiende, zestiende en achttiende eeuw.

### Afbeeldingen

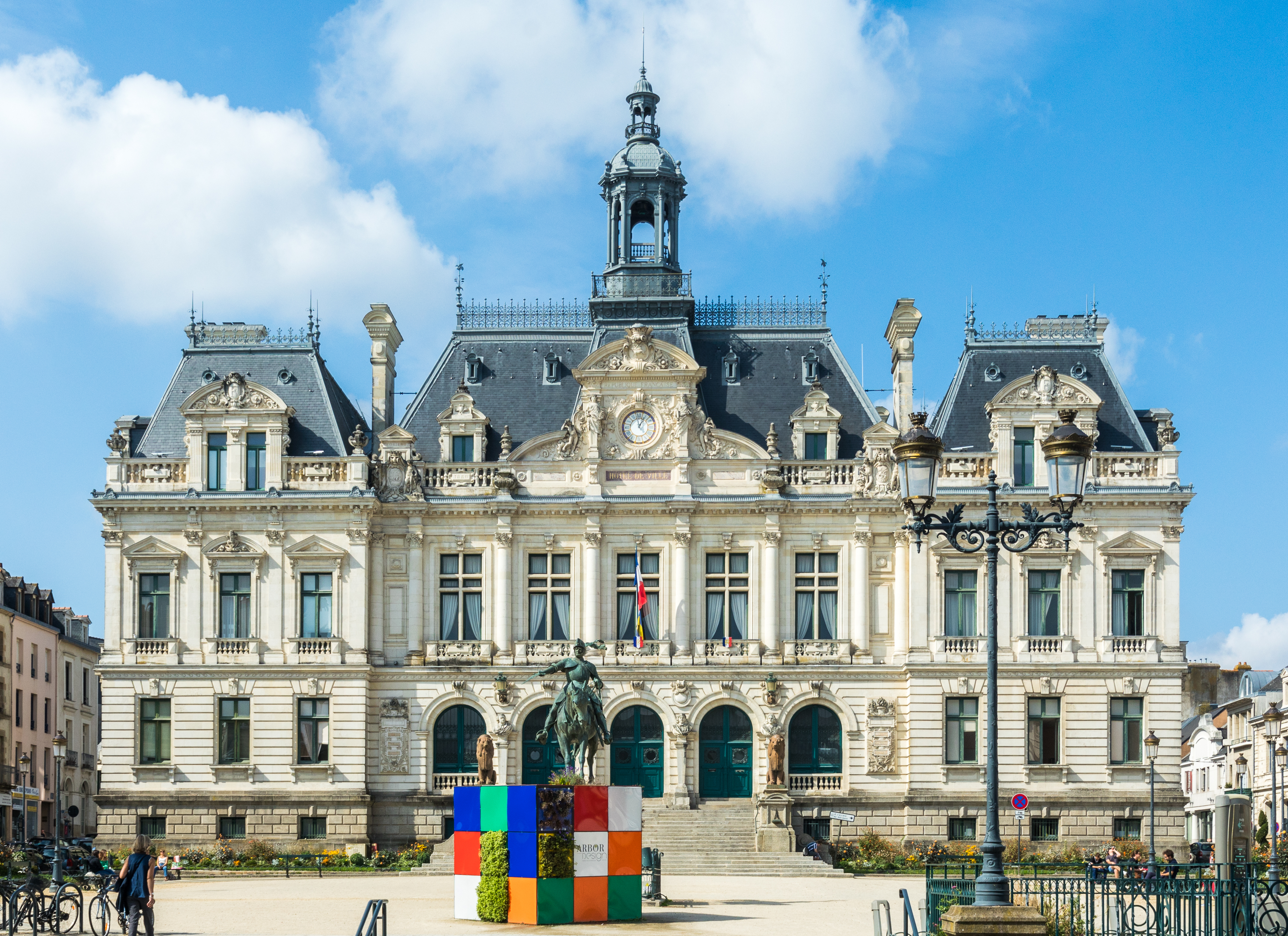
Hotel du Ville
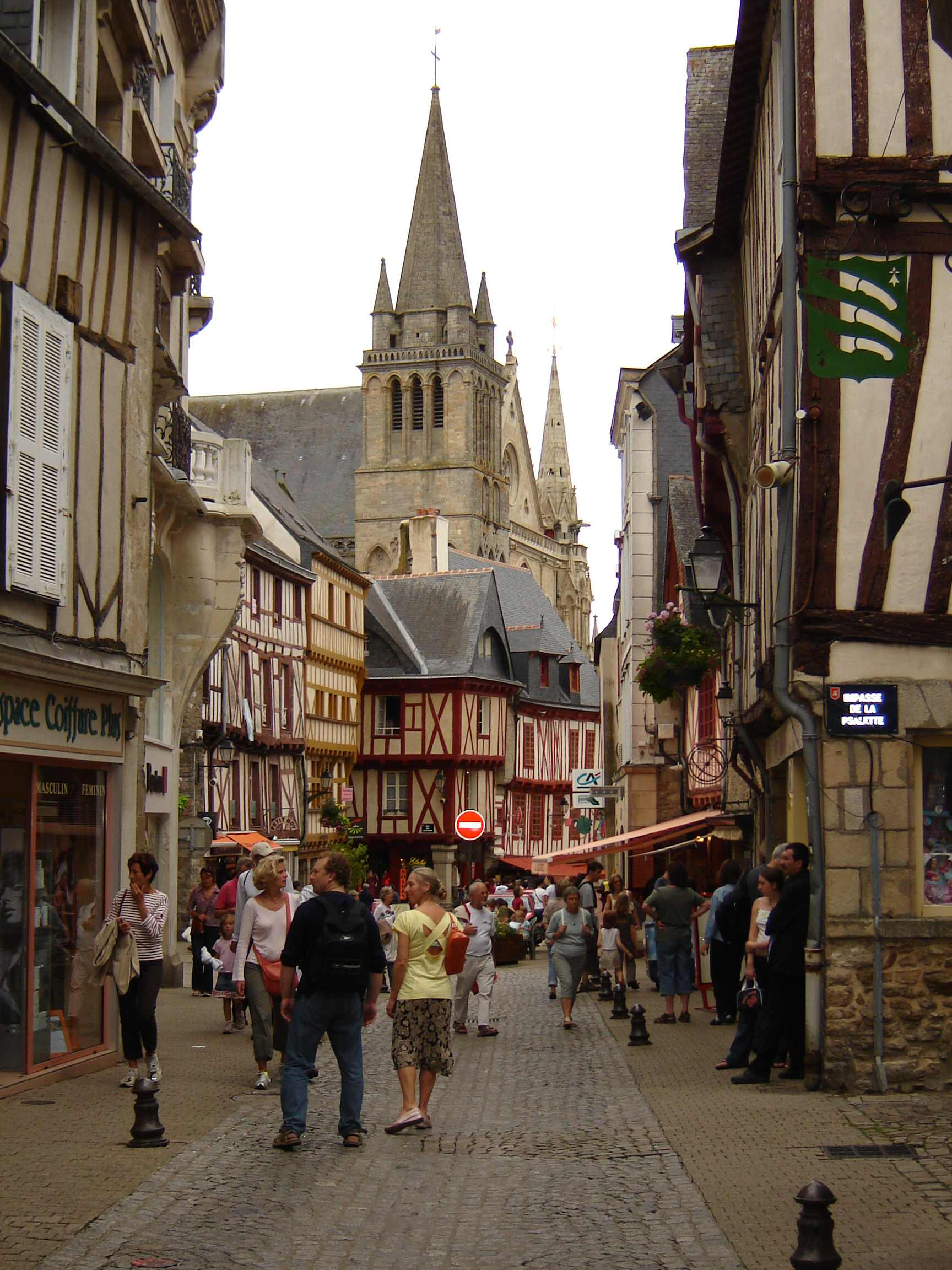
Het oude stadscentrum
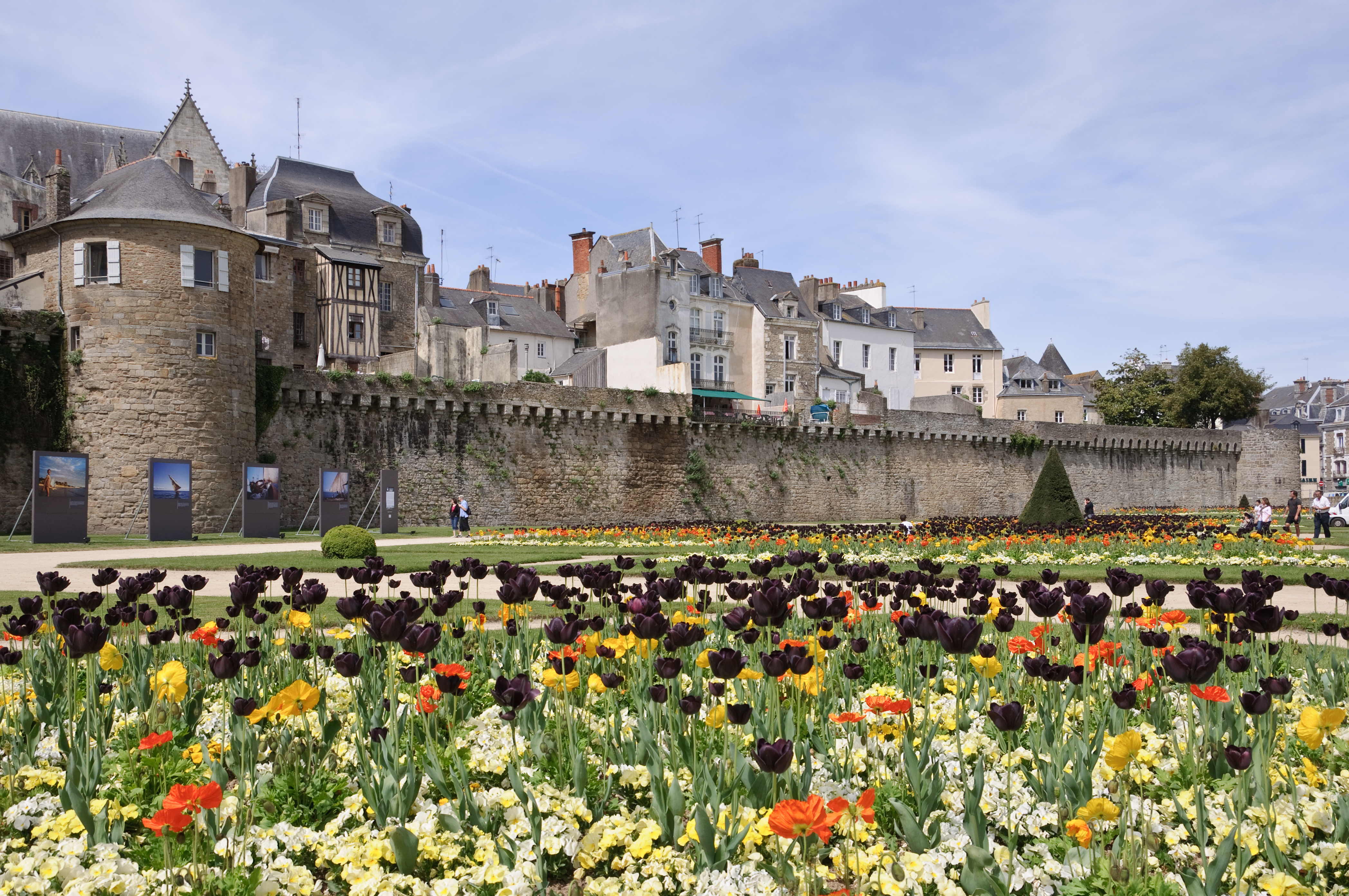
Le Jardin des Remparts
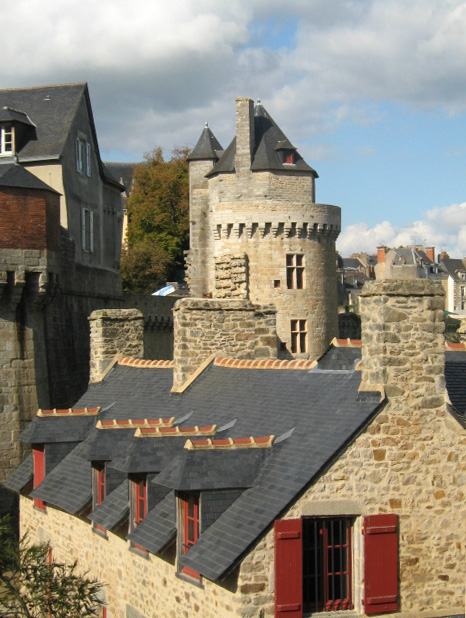
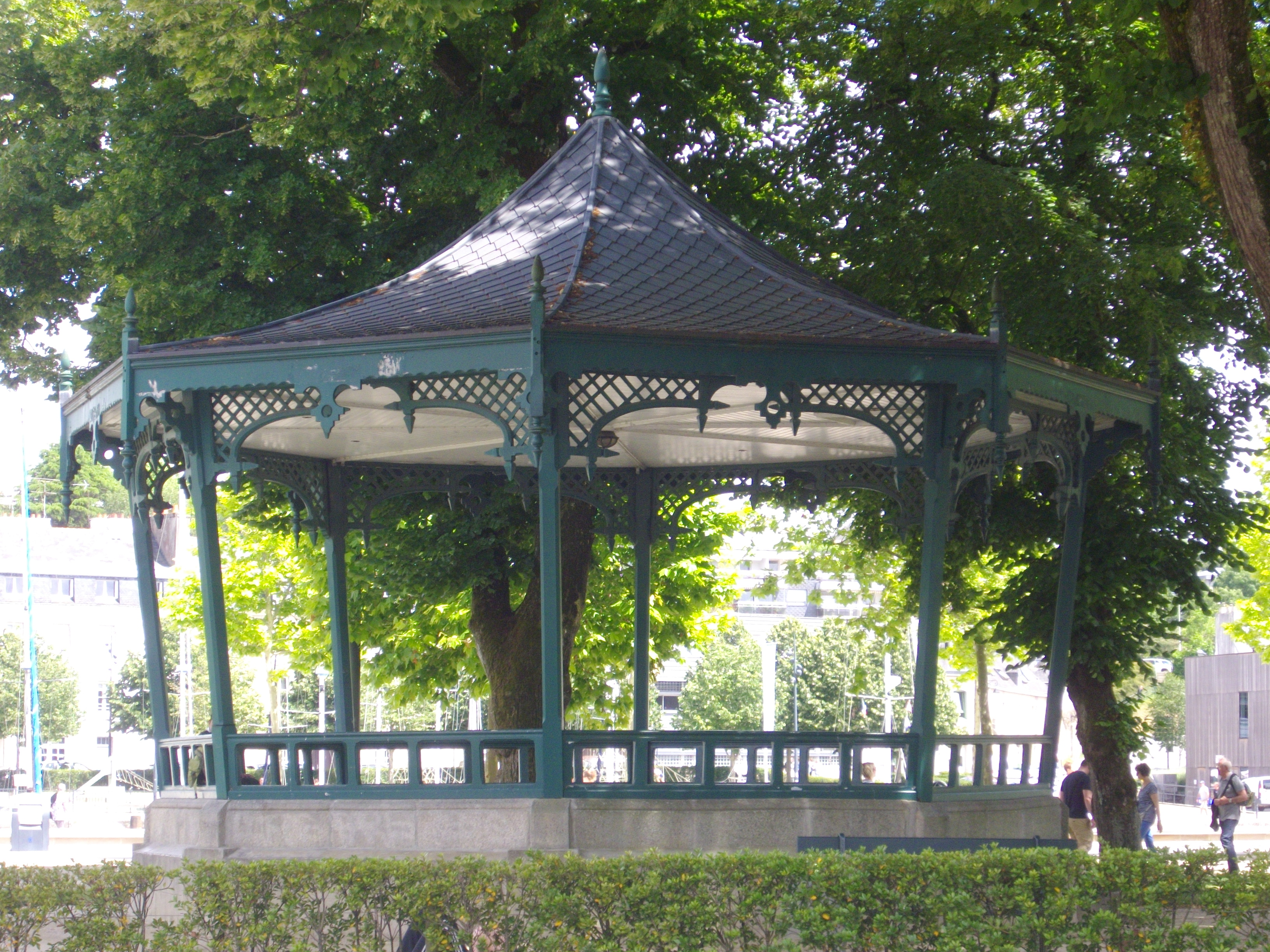

## Cultuur

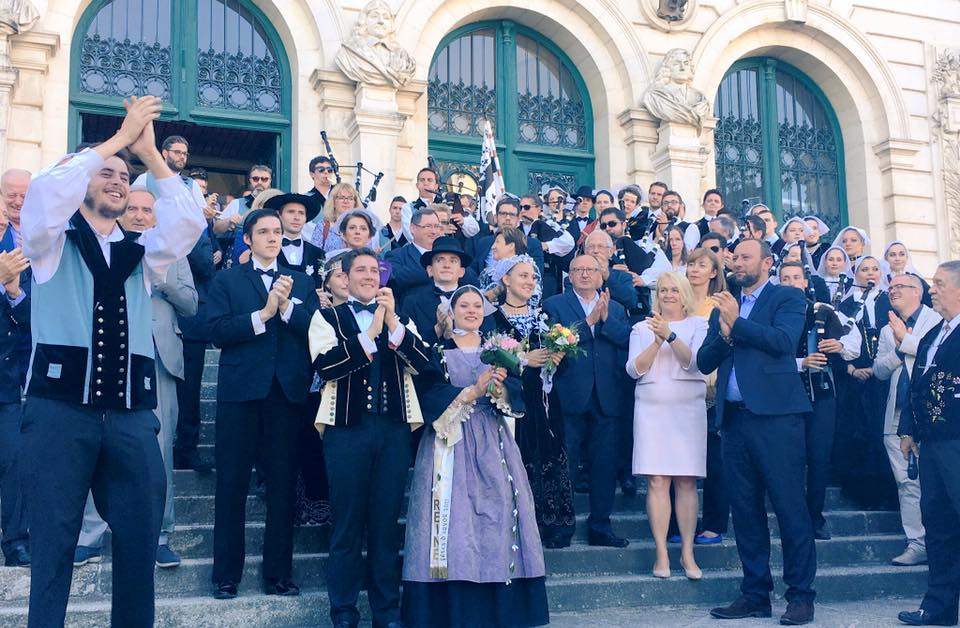
Festival d'Arvor 2018: verkiezing van de Reine d'Arvor ("koningin")

Jaarlijks vindt in de zomer het Festival d'Arvor plaats. Dit festival van de Bretonse cultuur wordt sinds 1928 georganiseerd. In 2021 vond de zeventigste editie plaats.

### Musea
Het kunstmuseum Musée des Beaux-Arts is gevestigd in La Cohue, een voormalige markthal. Het geschiedkundig museum Musée d'Histoire et d'Archéologie is ondergebracht in het Château Gaillard, in de eerste helft van de vijftiende eeuw gebouwd door Jean de Malestroit. Hij was de kanselier van hertog Jan V van Bretagne en bezat een aanzienlijk fortuin.

## Sport
Vannes OC is een professionele voetbalclub.
Vannes is twaalf keer etappeplaats geweest in wielerkoers Ronde van Frankrijk. De Belg Gustaaf Van Slembrouck won twee keer in Vannes. In 2015 startte er voorlopig voor het laatst een etappe in Vannes.

## Partnersteden
- Wałbrzych Polen

## Geboren in Vannes
- Jan V van Bretagne (1389-1442), hertog van Bretagne
- Joseph Tavernier (? - 1859), landschapsschilder
- Adolphe Billault (1805-1863), minister
- Paul César Helleu (1859-1927), impressionistisch (portret)schilder
- Alain Resnais (1922-2014), filmregisseur
- Yves Coppens (1934-2022), paleontoloog en paleoantropoloog
- Claude-Michel Schönberg (1944), zanger, theaterproducent en componist van musicals
- Denis Zanko (1964), voetballer en voetbalcoach
- Tristan Loy (1973), schaatser
- Louise Bourgoin (1981), actrice, model en presentatrice
- Benoît Vaugrenard (1982), wielrenner
- Sylvain Marveaux (1986), voetballer
- Julien Morice (1991), wielrenner
- Alan Jousseaume (1998), wielrenner
- Jordan Jegat (1999), wielrenner